# مک و دوین به دبیرستان می‌روند
مک و دوین به دبیرستان می‌روند (به انگلیسی: Mac & Devin Go to High School) یک فیلم کمدی استونر آمریکایی محصول ۲۰۱۲ است. این فیلم توسط دیلن براون کارگردانی شده و خواننده‌های رپ، اسنوپ داگ و ویز خلیفه (در اولین فیلم‌شان) در نقش‌های اصلی، در کنار بازیگرانی از جمله مایک اپس، اندی میلوناکیس و لوئنل به ایفای نقش پرداخته‌اند؛ همچنین خواننده‌های دیگری همچون تایگا، تای دولا ساین و وای‌جی در نقش‌های فرعی حضور دارند. داستان فیلم دربارهٔ دو دانش‌آموز دبیرستانی به نام‌های دوین (ویز خلیفه) و مک (اسنوپ داگ) است که باهم دوست می‌شوند و مک، دوین را با ماری‌جوآنا آشنا می‌کند.
این فیلم در ۳ ژوئیه ۲۰۱۲ به صورت دی‌وی‌دی و بلوری منتشر شد.